# Yarmouth Castle
Yarmouth Castle är ett slott i Storbritannien. Det ligger i grevskapet Isle of Wight och riksdelen England, i den södra delen av landet i staden Yarmouth. Yarmouth Castle ligger 1 meter över havet. Det ligger på ön Isle of Wight.
Trakten runt Yarmouth Castle är tät bebyggd.